# Andrej Kravtjuk
Andrej Kravtjuk (russisk: Андре́й Ю́рьевич Кравчу́к) (født 13. april 1962 i Sankt Petersborg i Sovjetunionen) er en russisk filminstruktør og manuskriptforfatter.

## Filmografi
- Italjanets (Итальянец, 2005)[1][2]
- Admiralen (Адмиралъ, 2008)
- Viking (Викинг, 2016)
- Sojuz spasenija (Союз спасения, 2019)